# Котовский (Кемеровская область)
Кото́вский — посёлок в Ижморском районе Кемеровской области. Входит в состав Святославского сельского поселения.

## География
Центральная часть населённого пункта расположена на высоте 192 метров над уровнем моря.

## Население
По данным Всероссийской переписи населения 2010 года, в посёлке Котовский проживает 44 человека (19 мужчин, 25 женщин).